# درب قلعة
درب قلعة (بالفارسية: درب قلعه) هي قرية تقع في البلدة المركزية في إيران. يقدر عدد سكانها بـ 1,223 نسمة .